# Рабанастр

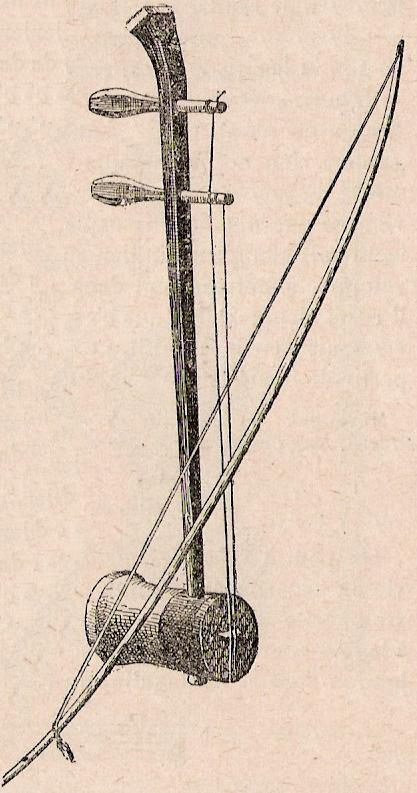
Рабанастр

Рабана́стр[уточнить] (раванастр, раванастрон, раванастрам, раванатта) (бенг. রাবণহাতা - Rābaṇa hātā)  — индийский двух- или трёхструнный смычковый музыкальный инструмент, родственный китайскому эрху и отдалённо — монгольскому морин хууру.
Имеет деревянный цилиндрический корпус небольших размеров, прикрытый кожаной декой (чаще всего из змеиной кожи). Сквозь корпус проходит длинная шейка в виде деревянного стержня, возле верхнего конца которого укреплены колки. Струны шёлковые или жильные. Помимо основных струн, на которых исполняется мелодия, инструмент также имеет набор вспомогательных резонансных струн, отзывающихся эхом при исполнении.  
На рабанастре играют сидя, держа его перед собой вертикально. Как и на казахском народном инструменте кобызе, струны прижимаются сбоку ногтями пальцев левой руки.